# Changy (Saône-et-Loire)
Changy é uma comuna francesa na região administrativa de Borgonha-Franco-Condado, no departamento Saône-et-Loire. Estende-se por uma área de 20,47 km². Em 2010 a comuna tinha 474 habitantes (densidade: 23,2 hab./km²).